# Orobanche picridis
Espèce
Orobanche picridis, l'Orobanche de la Picride, est une espèce de plantes herbacées de la famille des Orobanchacées. Elle parasite la Picride, diverses espèces des familles des Astéracées et des Apiacées.

## Liste des variétés
Selon Tropicos (23 août 2014) :
- variété Orobanche picridis var. carotae (Des Moul.) Beck